# Bandiera del Brunei
La bandiera del Brunei è stata adottata il 29 settembre 1959, qualche decennio prima che alla nazione venisse effettivamente concessa l'indipendenza. La bandiera è gialla, tagliata da due bande diagonali bianca (superiore) e nera (inferiore). Al centro della bandiera è posto lo stemma del Brunei, di colore rosso.
La cresta rossa è costituita da una mezzaluna rivolta verso l'alto, unita con un ombrellone, con le mani sui lati.
Nel sud-est asiatico, il giallo è tradizionalmente il colore della regalità. La mezzaluna simboleggia l'Islam, l'ombrellone simboleggia la monarchia e le mani di lato simboleggiano la benevolenza del governo. Le strisce bianche e nere rappresentano i primi ministri del Brunei, con la striscia bianca che è circa il 12% più larga di quella nera.
La versione originale è stata adottata nel 1906, e lo stemma venne aggiunto nel 1959.
La nazione del Brunei possiede anche una propria bandiera di guerra.

## Bandiere storiche

Bandiera del sultanato fino al 1906
Bandiera del protettorato britannico del Brunei dal 1906 al 1959
L'Union jack britannica comunemente usata fino all'indipendenza nel 1984